# Ineqi Kielsen
Ineqi Hans-Enok Skourup Kielsen (* 31. August 1993 in Narsaq) ist ein grönländischer Politiker (Siumut).

## Leben
Ineqi Kielsen begann 2012 zu studieren und ist Betriebswirt. Mit seiner Frau Rikke hat er einen Sohn.
Ineqi kam 2012 in das Parteipräsidium der Siumut. 2014 wurde er Vizevorsitzender der Jugendorganisation der Siumut. Er ließ sich bei der Parlamentswahl 2014 aufstellen und wurde 21-jährig ins Inatsisartut gewählt. Bei der Parlamentswahl 2018 konnte er seinen Sitz nicht verteidigen und schied aus dem Inatsisartut aus. Bei der Folketingswahl 2019 kandidierte er ebenfalls und wurde zweiter Nachrücker für Aki-Matilda Høegh-Dam. Anschließend wurde er als Parteiberater der Siumut tätig. Im Januar 2020 wurde er zum Vorsitzenden der grönländischen Verfassungskommission ernannt. Nachdem die Siumut die Macht bei der Parlamentswahl 2021 verloren hatte, setzte die Inuit Ataqatigiit im Januar 2022 den ehemaligen Regierungschef Kuupik Kleist als neuen Kommissionsvorsitzenden ein und Ineqi Kielsen wurde Vizevorsitzender. Bereits im April 2022 trat Kuupik Kleist wieder zurück, woraufhin Ineqi Kielsen wieder übernahm, da die Inuit Ataqatigiit auf die Ernennung eines Ablösers verzichtete. Zum Abschluss der Kommissionsarbeit im Frühjahr 2023 beschloss er sich aus der Politik zurückzuziehen und sich wieder der Ausbildung bzw. einem Posten als Beamter zu widmen.
Im Juni 2025 wurde er zum politischen Vizevorsitzenden der Siumut gewählt.